# Доктрина о прекиду
Доктрина о прекиду (енгл. Doctrine of lapse), правна установа по којој је Британска источноиндијска компанија имала право да анектира сваку вазалну државу чији би владар умро без директног (биолошког) наследника.

## Историја
Од освајања Бенгала после битке код Плесија (1757), Британска источноиндијска компанија је ратовима и преговорима са локалним владарима постепено ширила своју власт у Индији. До 1849. око половина Индије налазила се у директном поседу Компаније (провинције Бенгал, Мадрас и Бомбај), док је остатак заузимало око 600 вазалних кнежевина. Вазалне кнежевине су формално биле независне, али су њихови владари (хиндуистичке раџе и махараџе или муслимански набоби) у потпуности зависили од Компаније, којој су плаћали редован годишњи данак и давали војну помоћ. Уз то, на сваком двору били су стално присутни чиновници Компаније (са звањем контролора, комесара или резидента), чији су савети поштовани као наредбе. Упркос томе, унутрашња политика вазалних држава била је у рукама старих династија и њихових вазала (талукдара и земиндара), чија је власт уживала традиционални углед и подршку локалног становништва.
Овај систем пружио је Источноиндијској компанији готово читав век релативног мира, просперитета и политичке стабилности. Међутим, доласком Лорда Долхаусија на место генералног гувернера Индије (1848-1856) започео је амбициозан и скуп пројекат модернизације и јавних радова, пре свега изградња телеграфске мреже и ̟железнице у Индији, који је захтевао знатно повећање прихода. У одговор, Лорд Долхауси је почео доследно да спроводи Доктрину о прекиду, која је постојала од раније, али се примењивала сасвим ретко. Тако је од 1848. до 1856. Источноиндијска Компанија анектирала 10 вазалних држава и конфисковала њихове приходе.

## Последице
Ова серија анексија дотадашњих верних британских савезника изазвала је велико незадовољство и несигурност код локалног становништва и властеле, како у анектираним државама тако и у преосталим вазалним кнежевинама. У анектираним државама, британска војска и администрација замениле су дотадашњу локалну војску и управу, чиме су хиљаде индијских војника, чиновника и дворана остале без посла, док су приходи локалне властеле и грађана знатно смањени укидањем владарског двора и служби везаних за њега. У осталим државама јавила се несигурност, нарочито међу владарима који нису имали деце, већ само усвојене наследнике, што је у Индији био вековни обичај који су британске власти одбијале да поштују. Највеће незадовољство изазвала је анексија државе Ауд, чији су владари генерацијама били највернији британски савезници у северној Индији, која је конфискована 1856. под изговором лошег управљања, иако је њен владар био веран британски савезник и имао наследнике. Ова политика дала је тешке последице током Индијског устанка 1857, када су у анектираним државама Ауд и Џанси десетине хиљада становника устали против британске власти, предвођени члановима бивших династија. Овај устанак најзад је довео до пропасти Источноиндијске Компаније и претварања Индије у британску колонију.